# Mutatocoptops tonkinea
Mutatocoptops tonkinea là một loài bọ cánh cứng trong họ Cerambycidae.